# Factor de necrosi tumoral (TNF)
El factor de necrosi tumoral (TNF, abreviatura de l’anglès tumor necrosis factor) és una proteïna que forma part del grup de les citocines alliberades per les cèl·lules del sistema immunitari. Aquesta molècula té un paper clau en processos com la inflamació, l’apoptosi i el dany articular associat a l’artritis reumatoide, a més de participar en altres patologies.